# برك تشاي
برك تشاي هي قرية في مقاطعة مشكين شهر، إيران. يقدر عدد سكانها بـ 151 نسمة بحسب إحصاء 2016.